# Monde (revue)
Pour les articles homonymes, voir Monde.
Monde est une revue hebdomadaire internationale culturelle et politique de langue française créée en 1928. Elle cesse sa parution en 1935, année de la mort de son fondateur, l'écrivain Henri Barbusse.

## La revue d'Henri Barbusse
Écrivain pacifiste, adhérent au Parti communiste français depuis 1923, Henri Barbusse crée en 1928 une revue hebdomadaire « non partisane », dont le titre Monde, et le sous-titre hebdomadaire international, résument la visée. Le premier numéro sort le 9 juin 1928. C'est « une publication de grande information littéraire, artistique, scientifique, économique et sociale » qui se veut être le relais des créateurs intellectuels et artistiques dans leur soutien à la Révolution. L'histoire de la revue, à priori d'obédience communiste et dont le financement dépend en partie de fonds soviétiques, est le reflet des nombreux débats qui animent la gauche et l'extrême gauche culturelle à la fin des années 1920 et au début des années 1930. Ainsi en 1930 l'hebdomadaire se voit attaqué par le Congrès des écrivains prolétariens et révolutionnaires pour son « éclectisme ». Les collaborateurs de la revue sont en effet très divers et pour certains fort critiques à l'égard des dérives du stalinisme.
L'historien David Caute remarque : « Barbusse faisait paraître dans son journal toutes les opinions dites de gauche en patronnant hérésie sur hérésie (…) et semblait avoir un penchant pour les ex-communistes. »
La volonté d'Henri Barbusse de créer un front commun des intellectuels favorables à la Révolution se heurte au sectarisme et aux exclusives de la ligne politique de l'Internationale communiste et de sa section française. À partir de 1932–1933 cependant les efforts de rassemblement des intellectuels dans un Comité contre la guerre impérialiste puis la création du comité Amsterdam-Pleyel font de Barbusse un des promoteurs avant l'heure de l'union anti fasciste et du Front populaire,. En 1935 la revue accompagne l'organisation du premier congrès international des écrivains pour la défense de la culture, symbole de cette ouverture politique. Mais en mal de trouver un lectorat suffisant, en butte à des difficultés financières que Barbusse malgré son prestige ne parvient à surmonter, Monde se trouve de plus en concurrence avec une autre revue, Commune. L'hebdomadaire ne survit pas à la mort de son fondateur le 30 août 1935 à Moscou. Le dernier numéro de Monde parait le 10 octobre 1935, après 353 livraisons. Les 7 000 lecteurs sont invités « à s'intéresser à la revue Commune »…

## Le «Comité directeur international»
La « une » du journal affiche un « Comité directeur international », dont il semble qu'il soit plus symbolique que garant d'une participation active de ses membres à la revue. Elle n'en demeure pas moins le témoignage du réseau d'influence de Barbusse. Des noms prestigieux se côtoient :
- Albert Einstein,
- Mathias Morhardt,
- Upton Sinclair,
- P. Fireman,
- Maxime Gorki[9],
- Mihály Károlyi,
- Manuel Ugarte[10],
- Miguel de Unamuno.

## Les collaborateurs deMonde
Deux périodes sont à distinguer. L'une mène de sa création en 1928 jusqu'à l'été 1933 : les noms de contributeurs montrent la volonté d'Henri Barbusse de rassembler bien au-delà de la stricte orthodoxie « stalinienne ». Ainsi les signatures du député radical-socialiste Gaston Bergery, des socialistes Philippe Lamour, Georges Monnet, Louis Vallon, de l'ancien communiste Paul-Louis, de l'avocat Alexandre Zévaès, de l'historien Gérard Walter se côtoient dans les pages de l'hebdomadaire jusqu'au printemps 1933. De même la journaliste Magdeleine Paz tient la rubrique de critique littéraire jusqu'au mois de juillet 1933.
Puis, du mitan de l'année 1933 jusqu'à l'arrêt de la parution en 1935, accompagnant les polémiques autour de l'écrivain Victor Serge, critiqué pour « trotskisme » par les « communistes orthodoxes », les collaborateurs de la revue ne relèvent plus que de la sphère communiste, dans la diversité de celle-ci.

### 1928-1933

#### Les rédacteurs en chef
- 1928-1930 : Augustin Habaru[13],[14]
- 1931-1933 : Léon Werth[15].

#### Les contributeurs
Georges Altman, Emmanuel Berl, Marc Bernard, Francis Delaisi, Jean Giono, Bertrand de Jouvenel, Lucien Laurat, Paul-Louis, Jacques Mesnil, Régis Messac, Georges Monnet, Magdeleine Paz, Henry Poulaille, Tristan Rémy, Victor Serge, André Sévry, Augusto Rossi, Gérard Walter, Alexandre Zévaès.

### 1933-1935
En butte au sectarisme de ses camarades communistes, en proie à de récurrents problèmes financiers, sous l'influence des soviétiques (il écrit à ce moment un livre sur Staline), Henri Barbusse change l'orientation de son journal. Le 11 juillet 1933, est rendue publique une Lettre ouverte sur le silence imposé à Monde sur l'affaire Victor Serge. Signée par Léon Werth, Henry Poulaille, Charles Vildrac, Marcel Martinet, Georges Duhamel, elle scelle le changement d'orientation que le PCF et les « sponsors » soviétiques imposent à Barbusse. La direction effective du journal passe du « kominternien » Alfred Kurella à un autre « kominternien », Ludwig Brecher, connu sous les noms de Louis Dolivet et Udeanu. Les contributeurs sont alors Paul Nizan, Louis Aragon, Léon Moussinac, Jean Cassou, Jean Fréville, Jean Lurçat, entre autres.

### Les collaborations artistiques
Les couvertures de Monde sont illustrées par des peintres et des dessinateurs de renom. La liste livrée ici n'est pas exhaustive : Georg Grosz, Albert Marquet, Raoul Dufy, Juan Gris, Pablo Picasso, Joan Miró, Jean Cocteau, André Derain, Max Lingner, Frans Masereel, Nicolas Eekman, Diego Rivera, etc.

### Autre titre
Fondé par le général Marcel Jauneaud, Monde, l'hebdomadaire des élites françaises a paru durant la Seconde Guerre mondiale, à Paris, en juillet-août 1944 : support de collaboration, il n'a rien à voir avec cette revue.